# Kiri-sute gomen

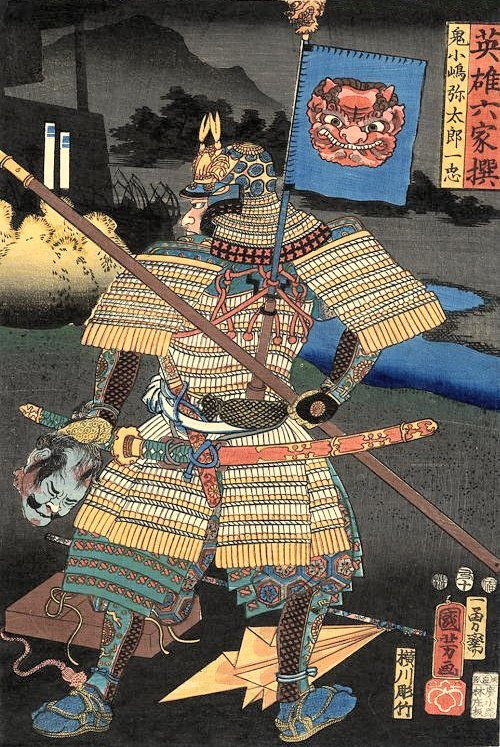
Vista trasera de Onikojima Yatarô Kazutada con armadura y sashimono, un grabado en madera de Utagawa Kuniyoshi de la serie Six Select Heroes.

Kiri-sute gomen (斬捨御免 kiri sute gomen?) es una expresión idiomática japonesa, la cual designa una ley del período Edo en cuya virtud un samurái tenía derecho a atacar con su espada a cualquier persona de una clase social inferior que hubiera comprometido su honor con una afrenta real o percibida. La mayor peculiaridad de esta ley era su potencial carácter de homicidio legalizado: el samurái tenía derecho a golpear con la proporcionalidad que creyera conveniente, y era del todo irrelevante si la víctima moría o si solo quedaba herida por el golpe.

## Etimología
Kiri-sute gomen (斬捨御免 o 切捨御免) se traduce literalmente como "perdón por cortar y abandonar [el cuerpo de la victima]", aunque a veces figura como "autorización para cortar e irse". Este término no data en realidad del período Edo, sino que es una corrupción posterior. El nombre real del acto según los documentos históricos contemporáneos era uchi-sute (打捨 uchi-sute?, "golpear y abandonar") o burei-uchi (打捨 burei-uchi?, "ofender y golpear").

## Definición legal
Por hallarse definido como un acto de defensa personal, el kiri-sute gomen contenía limitaciones estrictas. Por ejemplo, el ataque tenía que ser ejecutado inmediatamente después de la ofensa, de modo que el ofendido no podía atacar a alguien por un agravio sucedido en el pasado o tras un período sustancial de tiempo. Tampoco era admisible rematar a la víctima o dar más de un golpe si un primero ya había sido asestado con éxito. Por su parte, cualquiera que estuviese recibiendo el ataque tenía a su vez el derecho de defenderse con un wakizashi o sable corto si disponía de uno en ese instante. Esta situación era común en el caso de un samurái de alto rango ejerciendo el derecho contra uno de menor grado, ya que estos siempre iban armados, y por tanto llevaban uno consigo en su daisho.
En cualquier caso, el samurái que se suscribiera a este derecho tenía que probar que su acción fue correcta. Tras ejecutar el kiri-sute gomen, el usuario debía notificarlo al oficial del gobierno más próximo, dar su versión de los hechos y proveer al menos un testigo que la corroborase, y se esperaba que pasase los siguientes 20 días en su domicilio como muestra de contrición por la muerte. Esta última penalización se mantenía incluso tras un veredicto favorable, aunque no está claro si se aplicaba al autor material o al intelectual de los hechos en caso de que el acto se realizara por delegación. Además de ello, el arma homicida podía ser confiscada mientras se estuviera llevando a cabo una investigación, o a modo de castigo leve por un kiri-sute correcto pero juzgado como excesivo, y solo se devolvía al término de los 20 días.
El ejercicio incorrecto o injustificado del kiri-sute gomen estaba castigado con severidad, ya que el culpable era destituido de sus cargos y podía incluso ser condenado a muerte u obligado a realizar seppuku. Su familia también podía verse perjudicada, ya que, en las últimas circunstancias, sus propiedades y título nobiliario serían confiscados y retirados de su herencia.
Personas de ciertas profesiones, como médicos o parteras, no podían ser elegidos como blancos de kiri-sute gomen durante el ejercicio de sus labores, ya que se entendía que éstas podían exigirles circular con velocidad por la calle sin prestar atención a los demás transeúntes y transgredir las barreras del decoro. Esta excepción se denominaba torinuke gomen (通り抜け御免 torinuke gomen?, "autorización de prioridad").

## Historia
Contrariamente a la creencia popular, el kiri-sute gomen no era omnipresente en la vida cotidiana del período Edo, ya que el arresto domiciliario y la confiscación del arma posteriores al acto se consideraban farragosos, y el riesgo de perder las propiedades o ser condenado a muerte por un veredicto desfavorable era muy real. Sin embargo, las particularidades culturales de la casta samurái lo convertían de un suceso con cierta probabilidad de ocurrencia. El personal de lugares públicos como teatros, casas de baños y restaurantes habilitaba paragüeros llamados katana-kake (刀架所が katana-kake?) para dejar las armas al entrar, esperando así que no tener la espada a mano disuadiese a los clientes de optar por el kiri-sute gomen.
Los samuráis de otras provincias que visitaban Edo, el asiento del shogun, solían hacer todo lo que estuviera en su mano para obtener veredictos favorables, ya que una mala resolución allí podía considerarse incluso un acto de rebelión contra el shogunato. Era habitual que los líderes de los clanes presentasen regalos a los funcionarios de Edo para ganarse su favor, hasta el punto de que se decía popularmente que los magistrados ganaban más con estas dádivas que con sus propios sueldos. Además, recomendaban a sus subordinados salir siempre acompañados por sirvientes y otros miembros para servir de testigos cuando fuera necesario.
Un incidente popular cuenta cómo un plebeyo empujó en la calle a Saheiji Tomo, tesorero de la familia Owari-Tokugawa, y no prestó atención cuando éste le exigió pedirle disculpas. Tomo se vio obligado a ejercer el kiri-sute gomen para salvaguardar su honor, pero, sintiéndose magnánimo, decidió primero prestar su wakizashi al plebeyo para que así tuviera una oportunidad de parar el golpe y salir bien parado. Sin embargo, en lugar de corresponder al gesto, el ciudadano huyó con el arma burlándose de Tomo. El deshonor del incidente granjeó a Saheiji la expulsión de su clan, y no fue readmitido hasta que localizó al plebeyo, recuperó el sable y mató al hombre y a toda su familia.
Otro suceso tiene como protagonista al séquito de Kuranosuke Toda, el cual se vio obstruido por un plebeyo y su carga en una calle de Edo. Uno de los samurái de Toda exigió al hombre que se apartase, pero éste respondió de manera grosera, por lo que el samurái optó por apartarlo a la fuerza, tirándolo al suelo. El ciudadano formó entonces tal escándalo contra ellos que Kuranosuke, viéndolo todo desde su kago, ordenó acogerse al kiri-sute y que ejecutasen de un tajo al plebeyo. Tras reportar el incidente a las autoridades, éstas aprobaron la decisión de Toda y no le condenaron.
Otro ejemplo de kiri-sute gomen es descrito en la historia de la estatua de Hōgyū Jizō. Un joven, cuyo padre fue asesinado de esta manera, hizo 100 estatuas de piedra durante el resto de su vida en Kumamoto.
El kiri-sute gomen disminuyó con el paso del tiempo hasta desaparecer cerca del final del período Edo. En la actualidad, la expresión sigue siendo utilizada como equivalente a disculparse por adelantado a una posible ofensa que se va a cometer.

## En la cultura popular
- "Kirisute Gomen" es el nombre de una de las canciones del álbum Shogun del grupo Trivium.[6]
- El kiri-sute gomen aparece en un episodio de la miniserie de televisión Shogun.
- En la novela de Ian Fleming Sólo se vive dos veces, el villano Blofeld hace referencia a esta costumbre, que el protagonista James Bond identifica como una reminiscencia a las crónicas de Lafcadio Hearn.
- Bishamon, un personaje de la serie de videojuegos Darkstalkers basado físicamente en un samurái, puede realizar un movimiento llamado Kirisute Gomen, el cual consiste en agarrar al oponente y cortarlo por la mitad.
- Musyamon,[7] un personaje de la serie Digimon, también es capaz de realizar un movimiento llamado Kirisute Gomen. Con este ataque, Musyamon corta al enemigo con su Katana y drena la vitalidad del oponente.